# Adrian Utley
Adrian Francis Utley (ur. 27 kwietnia 1957 w Northampton) – angielski gitarzysta jazzowy i producent muzyczny, pochodzący z Bristolu. Znany jest przede wszystkim dzięki grze w zespole trip hopowym Portishead; odpowiadał także za produkcję płyt grupy. Gra nie tylko na gitarze, ale też na gitarze basowej, pianinie, syntezatorach; podejmował się również aranżacji instrumentów dętych czy strunowych. Wyprodukował trzeci album The Coral, The Invisible Invasion. Współpracował między innymi z Goldfrapp i Sparklehorse.

## Życiorys i działalność
Mając 14 lat zaczął grać na gitarze. Słuchał standardów jazzowych Johna Coltrane’a i Milesa Davisa. W 1991 roku poznał producenta, inżyniera dźwięku i muzyka Geoffa Barrowa oraz wokalistkę Beth Gibbons. Wszyscy troje zaczęli wspólnie pisać muzykę stając się ostatecznie zespołem Portishead. Do współpracy pozyskali inżyniera dźwięku i perkusistę Dave’a MacDonalda. Utley pomógł Barrowowi w podpisaniu kontraktu z niezależną wytwórnią Go! Discs z Londynu, chociaż sam go nie podpisał. Debiutancki album grupy, Dummy, ukazał się w 1994 roku. Zespół wydał dwa kolejne albumy, studyjny Portishead i koncertowy Roseland NYC Live, po czym, w 1999 roku, zawiesił działalność.
W 2000 roku wyprodukował album Textile Lunch zespołu Flanagan-Ingham Quartet, a w 2002 był dodatkowym producentem albumu Beth Gibbons i Paula Webba, Out of Season.
W 2003 roku uczestniczył jako multiinstrumentalista (kontrabas, gitara akustyczna, gitara basowa, gitara elektryczna, sampling, syntezator, fortepian dziecięcy) w nagrywaniu albumu Before the Poison Marianne Faithfull, który wyszedł w styczniu 2005 roku.
W 2005 roku wspólnie z Geoffem Barrowem wyprodukował album The Invisible Invasion zespołu The Coral. W tym samym roku członkowie Portishead ponownie spotkali się by nagrać utwór „Un Jour Comme un Autre (Requiem for Anna)” przeznaczony na  tribute album w hołdzie Serge’owi Gainsbourgowi.
W 2008 roku ukazał się trzeci album Portishead, Third.
W 2010 roku wspólnie z Willem Gregorym z zespołu Goldfrapp skomponował ścieżkę dźwiękową do filmu niemego z 1928 roku Męczeństwo Joanny d’Arc w reżyserii Carla Theodora Dreyera. Muzykę wykonał zespół gitar elektrycznych (z udziałem Utleya), głosów, syntezatorów, instrumentów dętych blaszanych, harfy i perkusji, pod batutą prezentera BBC Charlesa Hazlewooda. W październiku następnego roku utwór miał swoją premierę w Stanach Zjednoczonych. 
W 2012 roku otrzymał od SoundUK i National Trust zlecenie skomponowania utworu „Sonic Journey”, mającego za temat jego spacer po należącym do National Trust zamku Croft w Herefordshire oraz wśród otaczających go starych drzew. Artysta został zainspirowany 1000-letnim dębem „Quarry Oak”, unikalną potrójną aleją kasztanowców i niezwykłymi starymi głogami. Do utworu dołączono mapę trasy, dzięki której słuchacze będą mogli odtworzyć kroki Utleya, oraz teledysk, nakręcony przez Johna Mintona. Trwający blisko 15 minut „Sonic Journey” został opublikowany przez SoundUK 11 października tego samego roku jako plik MP3.
W 2013 roku zorganizował zespół Guitar Orchestra, złożony z 19 gitarzystów, czterech organistów i jednego klarnecisty basowego aby wykonać wersję utworu In C Terry’ego Rileya w St. George’s Hall w Bristolu.
W 2014 roku wspólnie z Alim Chantem, wyprodukował album Too Bright pochodzącego z Seattle artysty Mike’a Hadreasa, znanego pod pseudonimem Perfume Genius.
W 2017 roku uczestniczył w realizacji albumu The Underside of Power zespołu Algiers. Zaangażowanie go miało na celu dodanie jeszcze większej dynamiki do agresywnie politycznych nagrań zespołu.
W 2018 roku wziął udział w audycji Great Live BBC Radio 4 poświęconej Milesowi Davisowi.

## Inspiracje
Jako swoje inspiracje wymieniał Milesa Davisa, Johna Coltrane’a i Elvina Jonesa, ale także niejazzowych wykonawców, takich jak Jimi Hendrix, Stevie Wonder, Ennio Morricone, Mick Ronson, Herbie Hancock, Howlin’ Wolf, A Tribe Called Quest, Public Enemy, Radiohead, The Beatles, Nirvana, Ravi Shankar, Gustav Mahler, Muddy Waters, Claude Debussy, Wes Montgomery czy Joy Division.

## Dyskografia
Na podstawie strony artysty na Discogs:

### Albumy kolaboracyjne
- Warminster (1999) z Mount Vernon Arts Lab
- Arcadia (Music From The Motion Picture) (2018) z Willem Gregorym
- Spiralis Aurea Trio (2024) ze Stefano Pilią i Alessandrą Novagą

### Single i EP-ki
- The Vapourer ‎(2013) ze Spiro

### Inne
- „Sonic Journey” (2012)